# 馬延
馬延，東漢末年人物，袁尚部下。建安九年（204年），袁尚再攻平原，曹操趁機攻鄴。袁尚領兵來救，馬延、張顗臨陣倒戈，令袁尚軍潰不成軍，期後下落不明。《三國演義》加插一段二人在曹操赤壁之戰敗陣時為甘寧斬殺一幕。